# Levada (métro de Kharkiv)
Pour les articles homonymes, voir Levada (homonymie).
Prospekt Haharina (en ukrainien : Проспект Гагаріна) est une station de la ligne Kholodnohirsko-Zavodska (L1) du métro de Kharkiv. Elle est située rue Vernadskoho (uk) au centre de la ville de Kharkiv en Ukraine.
Mise en service en 1975, elle est desservie par les rames de la ligne 1. Le service est arrêté ou perturbé depuis l'invasion de l'Ukraine par la Russie en 2022.

## Situation sur le réseau

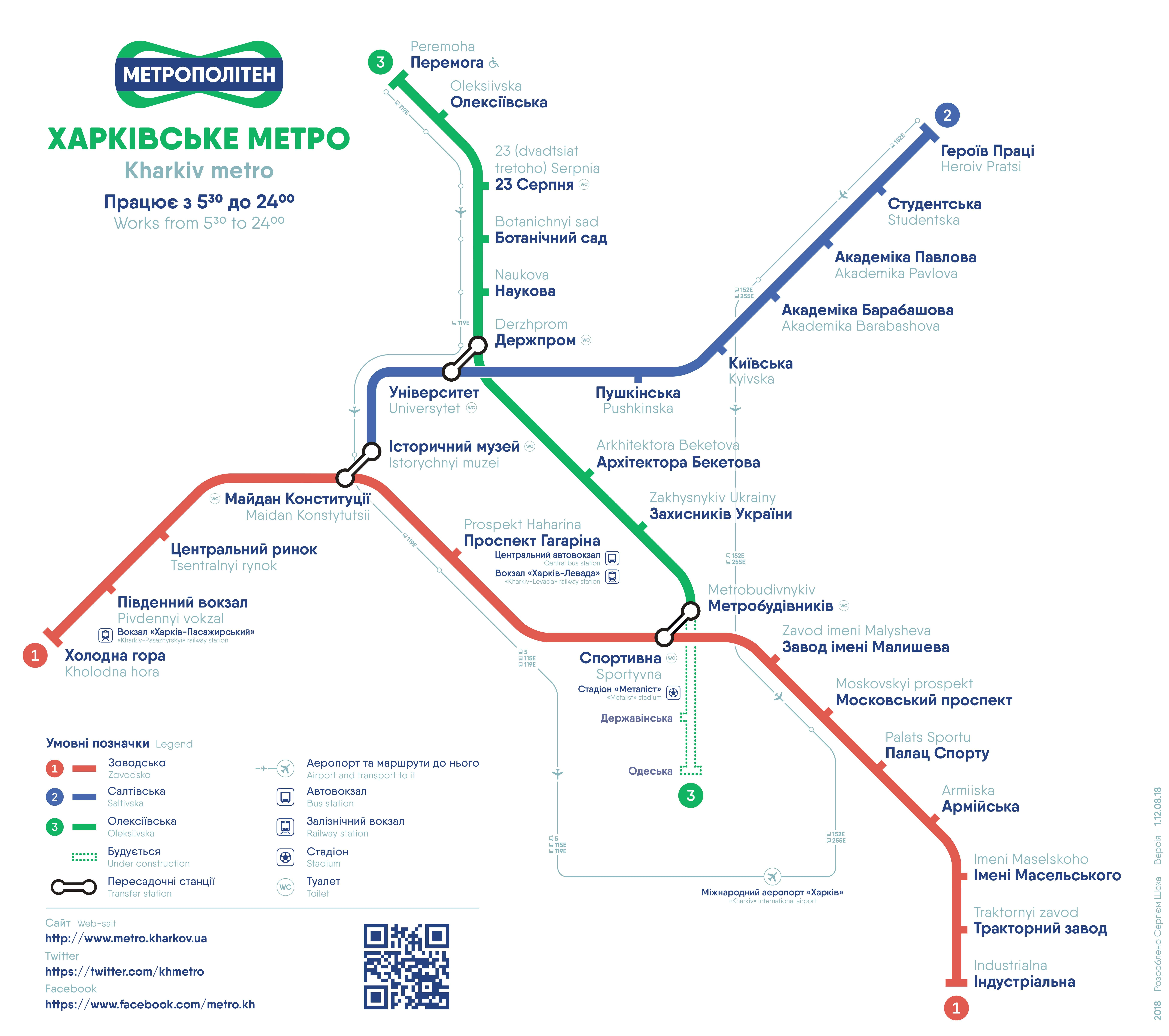
Plan du métro.

Établie en souterrain, la station Prospekt Haharina, est une station de passage de la ligne Kholodnohirsko-Zavodska (L1) du métro de Kharkiv. Elle est située entre la station Maidan Konstytutsii, en direction du terminus ouest Kholodna hora, et la station Sportyvna, en direction du terminus est Industrialna.
Elle dispose d'un quai central encadré par les deux voies de la ligne.